# Marceli Langowski
Marceli Langowski (ur. około 1817 w Ostrołęce, zm. 1878) – polski lekarz, pionier leczenia inhalacjami w Polsce .

## Życiorys
Syn Walentego, właściciela apteki w Kaliszu. Marceli Langowski studiował w Paryżu, ale dyplom lekarza uzyskał w Moskwie. We Francji zapoznał się z leczeniem inhalacjami oraz wodami mineralnymi. W 1846 roku został lekarzem w dobrach włodawskich. W 1852 roku powrócił do Warszawy pełniąc w latach 1857-1865 funkcje lekarza w Szpitalu św. Ducha. Współpracował z Ignacym Baranowskim, z którym w 1866 roku otworzył pierwszy w kraju gabinet inhalacyjny ulokowany w budynku zakładu sztucznych wód mineralnych, najpierw na Krakowskim Przedmieściu, a potem w Pałacu Pod Czterema Wiatrami w Warszawie. Gabinet wyposażono w najnowocześniejszą aparaturę sprowadzoną z Francji. Zakład inhalacyjny zdobył wśród Warszawiaków dużą popularność w drugiej połowie XIX stulecia .

## Publikacje
Publikował w warszawskiej prasie specjalistycznej w "Gazecie Lekarskiej" oraz "Pamiętniku Towarzystwa Lekarskiego Warszawskiego" na tematy medyczne. Poruszał tematykę zapalenia krtani, a także publikował wyniki leczenia chorób górnych i dolnych dróg oddechowych metodą inhalacji :
- Zropienie błony śluzowej krtani i ropień jej chrząstki, połączone z obrzękłością nadgłości (Epiglottis). Pamiętnik  Towarzystwa Lekarskiego Warszawskiego, 1855, T.XXXIII, Nr 1, s. 37-44,
- O inhalacjach i użyteczności tej metody leczenia, Gazeta Lekarska 1869, T. VI, Nr 43, s. 722-724,
- Sprawozdanie z ruchu chorych leczonych wodami mineralnemi sztucznemi w Instytucie przy Krasińskim ogrodzie, jako też używających inhalacyj, za rok 1870, Gazeta Lekarska, 1870, R. V, T. IX, Nr 22, s. 340-344.

Był również encyklopedystą piszącym hasła z zakresu medycyny do 28 tomowej Encyklopedii Powszechnej Orgelbranda z lat 1859-1868. Jego nazwisko wymienione jest w I tomie z 1859 roku na liście twórców zawartości tej encyklopedii .